# Омский трамвай
О́мский трамва́й — трамвайная система города Омска. Открыта 7 ноября 1936 года.
По состоянию на 2025 год действует 6 маршрутов, при этом на трамвайную систему приходится не более 4 % всех перевозок городским транспортом. 
C 1 июля 2025 года стоимость проезда составляет 45 рублей за наличный расчет и 38 за безналичный (28 рублей для школьников и 31 рублей для студентов и пенсионеров г. Омска по транспортной карте "Омка").
Трамвайная система целиком расположена на правом берегу Иртыша. С 1978 по 2007 год работала линия на левом берегу, связанная с правым берегом через мост им. 60-летия ВЛКСМ.

## История
Создание в Омске электрического трамвая рассматривалось местными властями в начале XX века. Повторно вопрос поднимался в 1927 году. Наконец, в 1936 году для трамвая рядом с Железным мостом был возведён деревянный Трамвайный.
- 1915 — подготовлен первый проект Омского трамвая (из-за Первой Мировой войны, Революции 1917 года и Гражданской войны проект отложен);
- Май 1936 — создан Трамвайный трест, начато строительство линий;
- 7—8 ноября 1936 — пуск Омского трамвая;
- 15 ноября 1936 — официальный пуск Омского трамвая;
- Сентябрь 1937 — пуск второй очереди трамвая от сада Куйбышева (Соборная пл.) до городка Водников;
- 1938—1939 — построены линии до ПКиО и 11-й Ремесленной ул.;
- 1940 — открыта линия городок Водников — Сельхозинститут;
- 1941—1945 — трамвайная ветка проложена к воротам госпиталя: трамвай перевозит раненых бойцов от ж/д вокзала до госпиталя;

В годы войны трамвайная линия проходила через Трамвайный мост, делая зигзаг напротив дома 21 на улице Ленина и выходя на улицу Сенную. В доме 21 располагалась редакция газеты «Омская правда», и некоторое время рядом с ней находилась трамвайная остановка.
- 12 апреля 1947 — деревянный трамвайный мост через реку Омь разрушен ледоходом; в связи с чем для эксплуатации правобережных маршрутов организовано депо № 2 в городке Водников (действовало до 1959 года);
- 1954 — трамвайная связь между берегами Оми восстановлена после открытия Комсомольского моста;
- Апрель 1956 — Трамвайный трест реорганизован в Трамвайно-троллейбусное управление;
- 6 ноября 1956 — открыто трамвайное депо № 3 в городке Нефтяников и линия городок Нефтяников — Нефтезавод;
- 1959 — демонтаж трамвайной линии по улице К. Маркса (проспект К. Маркса); открытие движения по улице Лагерной (улица маршала Жукова) — улица Учебная;
- 1959 — трамвайное депо № 2 упразднено и переведено в депо № 1, депо № 3 переименовано в депо № 2;
- 1962 — открытие Октябрьского моста и трамвайной линии от ПКиО до 11-й Ремесленной ул.;
- 1964 — на ул. Долгирева организована путейская база; начата реконструкция трамвайного депо № 1;
- 1966 — начато бескондукторное обслуживание пассажиров;
- Апрель 1977 — открыто движение маршрута № 2 по новой однопутной трамвайной линии от Учебной ул. до ул. Богдана Хмельницкого;
- Ноябрь 1978 — открытие моста им. 60-летия ВЛКСМ и пуск маршрута № 10 на Левобережье; продление трассы маршрута № 7 до 9-го микрорайона (ул. Стрельникова); ликвидирован участок линии, проходивший мимо с.-х. института;
- 1990 — закрыто движение по Октябрьскому мосту;
- 1994—1995 — реконструкция трамвайных путей по Интернациональной ул., ул. Гагарина, части просп. Мира и Нефтезаводской ул.;
- Октябрь 1996 — восстановлено движение по реконструированному Октябрьскому мосту;
- 1996 — ликвидирован участок линии по улице Труда; линия на Левобережье продлена до улицы Дергачёва;
- Март 1997 — демонтированы пути на Комсомольском мосту, по ул. Гагарина и ул. Лермонтова (от ул. Маршала Жукова до просп. Маркса);
- Август 1997 — демонтированы пути по Интернациональной ул., ул. Орджоникидзе (от Интернациональной до Кемеровской), Гусарова (от Интернациональной до Октябрьской);
- Октябрь 1997 — открыто движение по линии на Октябрьской ул. — Кемеровской ул.;
- 1997 — создано Омское муниципальное унитарное трамвайное предприятие;
- 1998 — закрыто депо № 2, демонтированы пути по проспекту Мира, частично демонтированы на улице Нефтезаводской и проспекту Губкина;
- 1999 — создано Омское муниципальное унитарное предприятие «Городской электротранспорт»;
- 2002 — июль 2003 — капитальный ремонт трамвайных путей на мосту им. 60-летия ВЛКСМ;
- 19 августа 2005 — пуск маршрута № 5 «ул. Дергачёва — Амурский посёлок» (закрыт весной 2006 года);
- 2007 - отменён маршрут № 10 "ул. Стрельникова - ул. Дергачёва". С этого момента трамвайная система пролегает только на правом берегу Иртыша.

В 2007 году директор департамента транспорта Олег Осинский выступил против возобновления маршрута № 10. Он заявил, что трамвай, трасса которого проходит по середине улицы Лукашевича, затрудняет движение автомобилей, а на путях происходит много аварий.
- 26 июля — 20 ноября 2008 — на период реконструкции улицы Орджоникидзе временно отменён маршрут № 7;
- 30 июля — 18 ноября 2008 — работал укороченный временный челночный маршрут № 7А Пос. Амурский — Октябрьская ул.
- 20 ноября 2008 - Восстановлено движение по маршруту № 7
- 24 января 2011 — восстановление движения по маршруту № 1 после десятилетнего перерыва.[4];
- 2011 — начало программы капитально-восстановительного ремонта вагонов модели 71-605 до модели 71-605ЭП с установкой электронной системы управления тяговым двигателем;
- 2012 — проведен капитальный ремонт пути по 3-й Транспортной ул.;
- 2014 — в ходе реконструкции кольцевой развязки в перекрёсток со светофорным регулированием на пересечении улицы Заозёрная и проспекта Королёва демонтирован поворот в сторону телецентра и Левого берега Иртыша.
- 2018 — отменён и вскоре восстановлен в виде утренних и вечерних рейсов в рабочие дни маршрут № 1, проходящий от Амурского пос. до ПО «Полёт» через Октябрьский мост.[5] и

Летом 2016 года при ремонте улицы Лукашевича часть рельсов закатали в асфальт, а часть демонтировали. К этому времени трамваи ходили только в Амурском посёлке, Ленинском и Октябрьском округах, где были популярны, так как их маршруты не повторяются маршрутами другого транспорта.
- 2020 — начата поставка 24 новых вагонов производства Уралвагонзавода.[6] Данная поставка станет самым масштабным обновлением подвижного состава, начиная с 1991 года.
- 2020 — принят новый генеральный план Омска, разработанный ИТП Град [7]. В нём предусмотрено широкое развитие трамвайного движения, в частности строительство новых линий по улицам Красный путь, Нефтезаводской, 22 Апреля, Лукашевича, Волгоградской, Конева, Кирова, Труда, а также проспектам Мира и Комарова. Предполагается частичное использование сооружений недостроенного омского метрополитена, в частности, переоборудования метромоста для движения трамваев.[8]
- 2023 — в части вагонов установлены валидаторы и вводится бескондукторная система оплаты проезда.[9]
- 2024 — Маршрут № 1 возвращён в регулярный режим работы. [10]
- Май - 1 сентября 2024 - В связи с подтоплением и реконструкцией трамвайных путей на кольце "Ул. 3-й Разъезд" временно отменён маршрут № 9
- 1 сентября 2024 - Восстановлено движение по маршруту № 9

## Подвижной состав
На июль 2025 года в Омске эксплуатируется 75 трамваев:
| Модель    | Количество | Период эксплуатации |
| --------- | ---------- | ------------------- |
| 71-605    | 30         | с 1989              |
| 71-407-01 | 20         | с 2020              |
| 71-608    | 12         | с 1998              |
| 71-619А   | 8          | с 2005              |
| 71-412    | 4          | с 2020              |
| БКМ 62103 | 1          | с 2016              |

В период с 1975 по 2016 год подвижной состав Омского трамвая был укомплектован исключительно продукцией Усть-Катавского вагоностроительного завода.
| Модель                     | Годы поставок   | Общее количество, шт. | В настоящее время, шт. | Конец эксплуатации |
| -------------------------- | --------------- | --------------------- | ---------------------- | ------------------ |
| Х/М                        | 1936            | 40                    | 0                      | 1962               |
| КТМ/КТП-1                  | 1952            | 100                   | 0                      | 1975               |
| МТВ-82                     | 1955            | 22                    | 0                      | 1975               |
| КТМ/КТП-2                  | 1962            | 50                    | 0                      | 1975               |
| КТМ-5М3 (71-605) и 71-605А | 1967—1991       | ?                     | 29                     |                    |
| 71-608К                    | 1993            | 2                     | 1 (КВР 2013 г.)        |                    |
| 71-608КМ                   | 1995—1996, 2016 | 12                    | 11                     |                    |
| КВР 71-605                 | 2011—2021       | 17                    | 16                     |                    |
| 71-619К                    | 2005            | 2                     | 2                      |                    |
| Stadler 62103              | 2016            | 1                     | 1                      |                    |
| 71-619А                    | 2020            | 10                    | 10                     |                    |
| 71-407                     | 2020            | 20                    | 20                     |                    |
| 71-412                     | 2020            | 4                     | 4                      |                    |

Трамвайное движение в Омске в 1936 году открывали мытищинские трамвайные вагоны «Х» (моторные) и «М» (прицепные). Их эксплуатация продолжалась до 1962 года. Общее количество вагонов данных моделей в городе составляло (по данным за 1959 год) 40 единиц (20 моторных и 20 прицепных).
В 1952 году в город стали поступать первые трамвайные вагоны КТМ-1/КТП-1. Общее их количество оценивалось в 100 единиц (50 моторных и 50 прицепных). Эксплуатация трамвайных поездов этой модели продолжалась до 1975 года.
В 1955 году в Омск из Москвы были переданы 22 трамвайных вагона МТВ-82 (их количество на протяжении многих лет оставалось постоянным, новых вагонов этой модели больше не поступало), которые также прослужили на маршрутах до 1975 года.
В 1962 году на линии вышли трамвайные вагоны КТМ-2/КТП-2. Их количество оценивается в 50 единиц (25 моторных и 25 прицепных). Трамваи КТМ-2/КТП-2 также работали на улицах Омска до 1975 года.
В 1967 году в трамвайное депо № 2 поступили первые опытные образцы вагонов КТМ-5 в количестве 5 штук. Они работали на маршруте № 6 «Кинотеатр „Кристалл“ — Завод СК».
С 1969 года в город стали поступать трамвайные вагоны модели КТМ-5М, с появлением которых началась постепенная замена старотипных моделей КТМ/КТП-1, КТМ/КТП-2 и МТВ-82, которая была завершена в 1975 году с закрытием трамвайного маршрута № 2 «Шинный завод — Городок Водников», на котором эксплуатировались исключительно вагоны МТВ-82.
С 1975 года в городе эксплуатируются только вагоны Усть-Катавского завода.
В 1993 году куплены вагоны серии 71-608К, один из которых сгорел в 1993 году, другой — в 1998 году.
В 1995—1996 годах закуплено 7 вагонов серии 71-608КМ, один из которых сгорел в 2006 году.
В 2005 году было куплено 2 вагона серии 71-619К
С 2005 по 2013 год годы мэрией Омска было закуплено всего лишь два новых трамвая.
В 2011 год начата программа модернизации вагонов модели 71-605 с заменой деталей кузова, элементов салона и системы управления тяговыми двигателями на ТИСУ. На начало 2017 года модернизировано 12 вагонов, один сгорел.
В 2016 году в город поступил кузов вагона АКСМ (БКМ) 62103 минского производства, доукомплектованный силами местного депо.
В декабре 2016 года поступили б/у вагоны модели 71-608КМ из Москвы в количестве пяти штук.
В январе 2020 года осуществлена поставка 1 вагона 71-407 производства в целях тестирования. В феврале вагон начал работу на маршруте. Через некоторое время было объявлено о приобретении 24 вагонов производства Уралвагонзавода, а в сентябре началась их поставка.
В июне 2020 поступили б/у вагоны 71-619А из Москвы.
- КТМ-5 в Омске
- КТМ-8 в Омске
- КТМ-8М в Омске
- БКМ-62103 в Омске

## Маршруты
Маршрутная сеть по состоянию на 2019 год:

### Действующие маршруты
| № | Конечные         | Конечные         | Трасса |
| - | ---------------- | ---------------- | --- |
| 1 | пос. Амурский    | ПО «Полёт»       | пос. Амурский - ул. Багратиона - ул. Челюскинцев - ул. 11 Ремесленная - ул. 2 Восточная - Октябрьский мост - ул. 11 линия - ул. Б. Хмельницкого - ПО «Полёт»                                                                                 |
| 2 | ул. Котельникова | ПО «Полёт»       | ул. Котельникова - ул. Серова - ул. 2 Транспортная - ул. Панфилова - ул. 3 Транспортная - ПО «Полёт» |
| 4 | ул. Котельникова | пос. Амурский    | ул. Котельникова - ул. Серова - ул. Учебная - ул. М. Жукова - ул. Лермонтова - ул. 11 линия - Октябрьский мост - ул. 2 Восточная - ул. 11 Ремесленная - ул. Челюскинцев - ул. Багратиона - пос. Амурский                                     |
| 7 | пос. Амурский    | ул. Стрельникова | ул. Стрельникова - ул. Заозёрная - пр. Королёва - ул. 4 Крайняя - пр. Королёва - ул. 7 Дунайская - ул. Долгирева - ул. 24 Северная - ул. Орджоникидзе - ул. Октябрьская - ул. Кемеровская - ул. Челюскинцев - ул. Багратиона - пос. Амурский |
| 8 | ул. Котельникова | ПО «Полёт»       | ул. Котельникова - ул. Серова - ул. Учебная - ул. М. Жукова - ул. Лермонтова - ул. Б. Хмельницкого - ПО «Полёт» |
| 9 | ул. Котельникова | 3 разъезд        | ул. Котельникова - ул. Серова - ул. Учебная - ул. М. Жукова - ул. Лермонтова - ул. 3 разъезд |

### Закрытые маршруты
- 3. пос. Амурский — ПО «Полёт» (через Комсомольский мост, закрыт в 1997 г.) трасса разрушена
- 5. ул. Труда — к/т «Кристалл» (закрыт в 1997 г.) трасса разрушена
- 5. пос. Амурский — ул. Дергачёва (действовал с августа 2005 года по февраль 2006) трасса разрушена
- 6. к/т «Кристалл» — Завод СК (объединён с маршрутом № 13 закрыт в 1997 г.) трасса разрушена
- 6. ул. Стрельникова — Завод СК (действовал с 1997 по 1998 г.) трасса разрушена
- 7. ул. 3 разъезд — ул. Стрельникова (через Комсомольский мост, закрыт в 1997 г.) трасса разрушена
- 7. пос. Амурский — ул. Стрельникова (через ТЦ «Омский» с лета по осень 1997 г.) трасса разрушена
- 8К. ПО «Полёт» — ул. М. Жукова (через ул. Лермонтова) трасса сохранена
- 10.  ул. Стрельникова — Левобережье (запущен в 1978 году, в 1985[14] продлён до завода "Пластмасс", сокращён обратно до ул. Стрельникова в 1992 году, в 1996 продлён до ул. Дергачёва) трасса разрушена
- 10. Левобережье — завод "Пластмасс" (в дневное время до ул. Стрельникова, закрыт в 1992 году) трасса разрушена
- 10.  ул. Стрельникова — ул. Дергачёва (действовал с 1996 по 8 июня 2007 года) трасса частично разрушена
- 11. пос. Амурский — ул. 3 разъезд (2 вагона, через Октябрьский мост, закрыт в 1990 в связи с закрытием Октябрьского моста) трасса сохранена
- 11. пос. Амурский — ул. 3 разъезд (2 вагона, через Комсомольский мост, закрыт в 1997 г., введён после закрытия Октябрьского моста) трасса разрушена
- 12. пос. Амурский — ул. Долгирева (через ТЦ «Омский», в 1997 году соединён с действующим маршрутом № 7 и упразднён) трасса изменена
- 13. ул. Стрельникова — к/т «Кристалл» (соединён с маршрутом № 6 и упразднён закрыт в 1997 г.) трасса разрушена
- 14. ул. Труда — пос. Амурский (открыт в 1988 году, стал заменой маршрута № 4 на время ремонта Октябрьского моста;  с 1990 г. через Комсомольский мост, закрыт в 1997 г.) трасса разрушена
- 15. ул. Дергачёва — к/т «Кристалл» (2 вагона, работал с 1992 по 1995 год, был закрыт из-за крайне низкого пассажиропотока) трасса разрушена
- 16. ул. Стрельникова — ул. М. Жукова (через Комсомольский мост, закрыт в 1997 г.) трасса разрушена

### Временно вводившиеся маршруты
- 1. ПО «Полёт» — ул. 3 Разъезд (2 вагона, вводился после закрытия Октябрьского моста в 1990 году) трасса сохранена
- 3. ПО «Полёт» — ПО «Полёт» (кольцевой, движение против часовой стрелки через ул. Лермонтова и ул. Панфилова; вводился в 2005 году в тестовом режиме, просуществовал 2 недели) трасса сохранена
- 4. ул. Стрельникова — ул. 11 Ремесленная (вводился в 1997 году, просуществовал около 3-х месяцев) трасса сохранена
- 7А. пос. Амурский — ул. Октябрьская (тупик) (челночный маршрут, использовались сцепки «зад к заду», максимальное количество сцепок на маршруте — 5, действовал с 30 июля по 18 ноября 2008 года, на период реконструкции ул. Орджоникидзе) трасса сохранена
- 11. ул. Долгирева — ул. Дергачёва (вводился в 2003 года на время ремонта путей по Заозёрной ул.) трасса разрушена
- 11. ПО «Полёт» — ул. Дергачёва (максимальное количество вагонов 2; вводился в 2005 году в тестовом режиме, просуществовал менее недели) трасса разрушена